# Nowy Targ
Nowy Targ  este un oraș în Voievodatul Polonia Mică din Polonia. Are o populație de 33.330 locuitori (2010) și o suprafață de 51,07 km².

## Geografie
Nowy Targ este situat în inima Poloniei momntane la o altitudine de 585–680 m deasupra nivelului mării; latitudine 49 ° 28'N, longitudine 20° 01' E.
Distanțele până la principalele aglomerări urbane din Polonia sunt: 
- Varșovia - 376 km,
- Łódź - 348 km,
- Cracovia - 84 km,
- Gdańsk - 690 km,
- Wrocław - 346 km,
- Katowice - 157 km,
- Kielce - 200 km,
- Rzeszów - 214 km,
- Szczecin - 727 km,
- Białystok - 574 km,
- Poznań - 475 km,
- Częstochowa - 226 km și
- Słupsk - 759 km.

## Istorie
Nowy Targ a primit drepturi de oraș în 1346. Când Polonia a fost partiționată în 1770, orașul a devenit din nou sub control austriac, de data aceasta ca parte Imperiului Austriac. În 1 septembrie 1939, orașul a fost invadat de trupe germane, începând ocupația nazistă care a durat cinci ani. În Nowy Targ era situat lagărul de concentrare german Neumarkt.
Cronologia localității

## Cultura
- Centrul Cultural al Orașului (Miejski Ośrodek Kultury)
- Centrul Cultural al Tineretului (Młodzieżowy Dom Kultury)
- Galeria Jatka (Galeria Jatki)

### Muzee
- Muzeul de Podhale (Muzeum Podhalańskie PTTK)

### Cinematografe
- Cinema "Tatry"
- Cinema "Kabina"

## Economie
Nowy Targ este inima comercială, de transport și industrială a Podhale și a părții de sud a Poloniei Mici. Este, de asemenea, un loc important de comerț cu Slovacia. Încă de la începutul existenței sale, orașul a fost asociat cu comerțul și meșteșugurile. Deja în Evul Mediu era important ca punct cheie pe ruta comercială care lega Silezia de Ungaria. În Nowy Targ s-au acordat drepturi de depozitare pentru sare, cupru, plumb și vin, iar în 1533 a fost eliberat un privilegiu care interzicea negustorilor străini să ocolească orașul. Până astăzi se desfășoară celebrul târg Nowy Targ, ale cărui origini datează din secolul al XIII-lea, când Cazimir al III-lea cel Mare a acordat privilegiul de a organiza un târg anual. În prezent, joi și sâmbătă se desfășoară târguri care atrag un număr mare de turiști care doresc să cumpere produse regionale, haine din piele de oaie și brânzeturi Podhale.
Există multe magazine, supermarketuri și centre comerciale în Nowy Targ. Orașul găzduiește numeroase lanțuri interne și străine, precum E.Leclerc, Castorama, Carrefour și Jysk. În plus, în Nowy Targ există mai multe showroom-uri auto, reprezentând mărci precum Volkswagen, Škoda, Land Rover, Renault, Dacia, Audi, Ford Motor Company, Hyundai, Citroën, Peugeot, Fiat, Opel, Chevrolet, Suzuki, Honda și Kia. . Orașul găzduiește multe companii de servicii care deservesc partea de sud a Małopolska. Pe lângă comerț și servicii, industria joacă un rol important, în special industria pielăriei. Pe vremea Republicii Populare Polone, aici a funcționat Nowotarskie Zakłady Przemysłu Skórzanego „Podhale”, având aproximativ 10.000 de angajați. În prezent, marile companii de încălțăminte Wojas și Demar, precum și multe întreprinderi mai mici, își au fabricile în fostele fabrici NZPS. În plus, în oraș sunt mulți cojocari, producând faimoasele paltoane din piele de oaie și alte articole din piele.
Cei mai mari angajatori:
- Industria FMCG: Żabka, Biedronka, Lidl, Netto, Delikatesy Centrum, Lewiatan, E. Leclerc,
- Gastronomie: McDonald's, KFC, Da Grasso,
- Industria de îmbrăcăminte și sport: Martes Sport, CCC, 50 Style, Coccodrillo, Decathlon, Wojas,
- Servicii bancare: BNP Paribas, PKO, Millennium, ING,
- Industrii cosmetice și optice: Rossman, Vision Express, Inter OPTYK,
- Industria construcțiilor și a mobilei: PSB Modom Podhale, Castorama, Kler,
- Industria combustibilului: Circle K, Orlen,
- Centre comerciale: Dekada, Galeria Nowotarska, Park Handlowy Stopiak, Nowa Targowica (piață),
- Altele (diverse): Pepco, Jump Planet, RTV Euro AGD.

## Educație
- Podhalańska Państwowa Wyższa Szkoła Zawodowa[nefuncțională – arhivă]

## Orașe înfrățite
- Évry - Franța
- Kežmarok - Slovacia
- Radevormwald - Germania
- Roverbella - Italia

## Sport

### Hochei pe gheață
- Podhale Nowy Targ

## Galerie

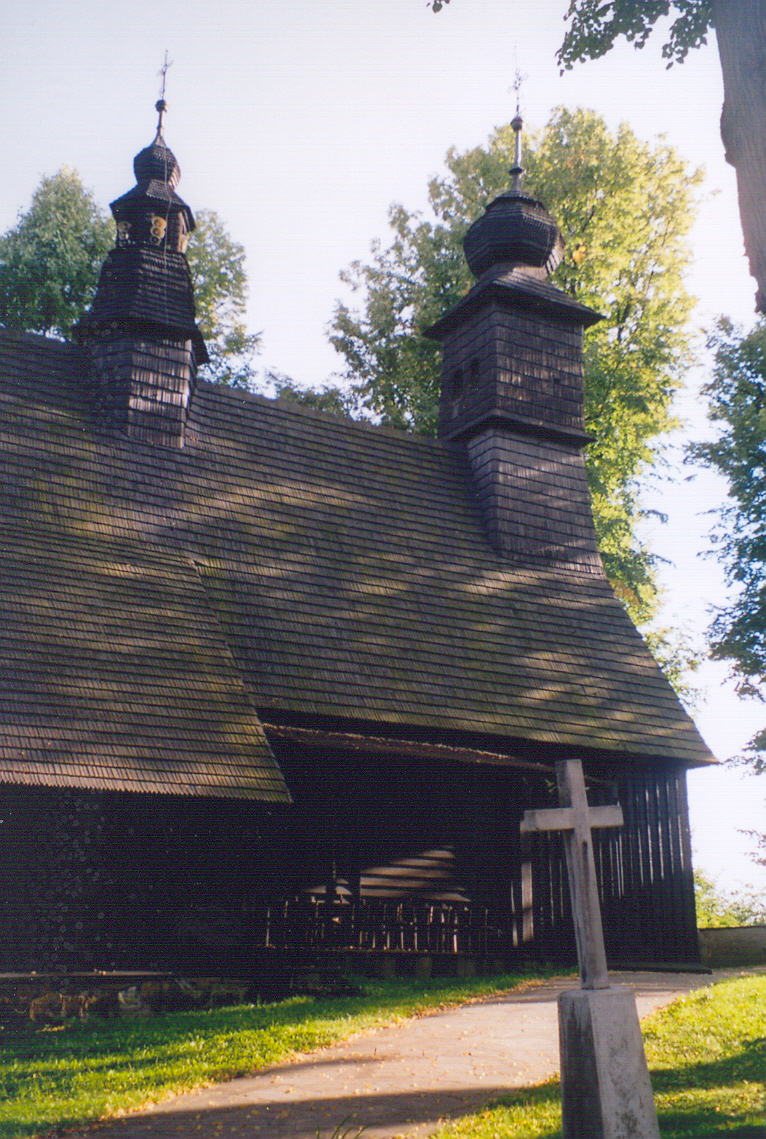
Biserica de lemn Sf. Ana
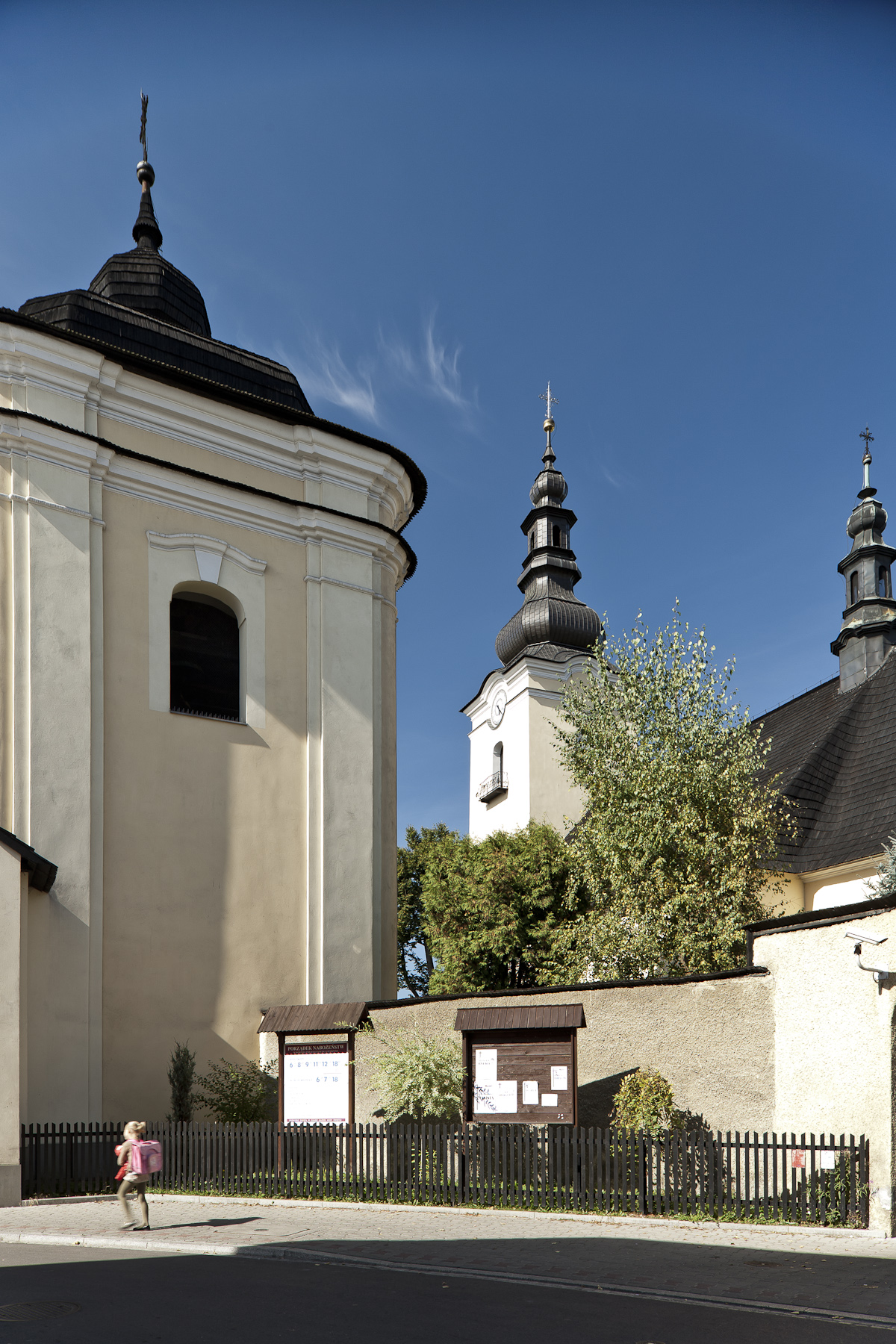
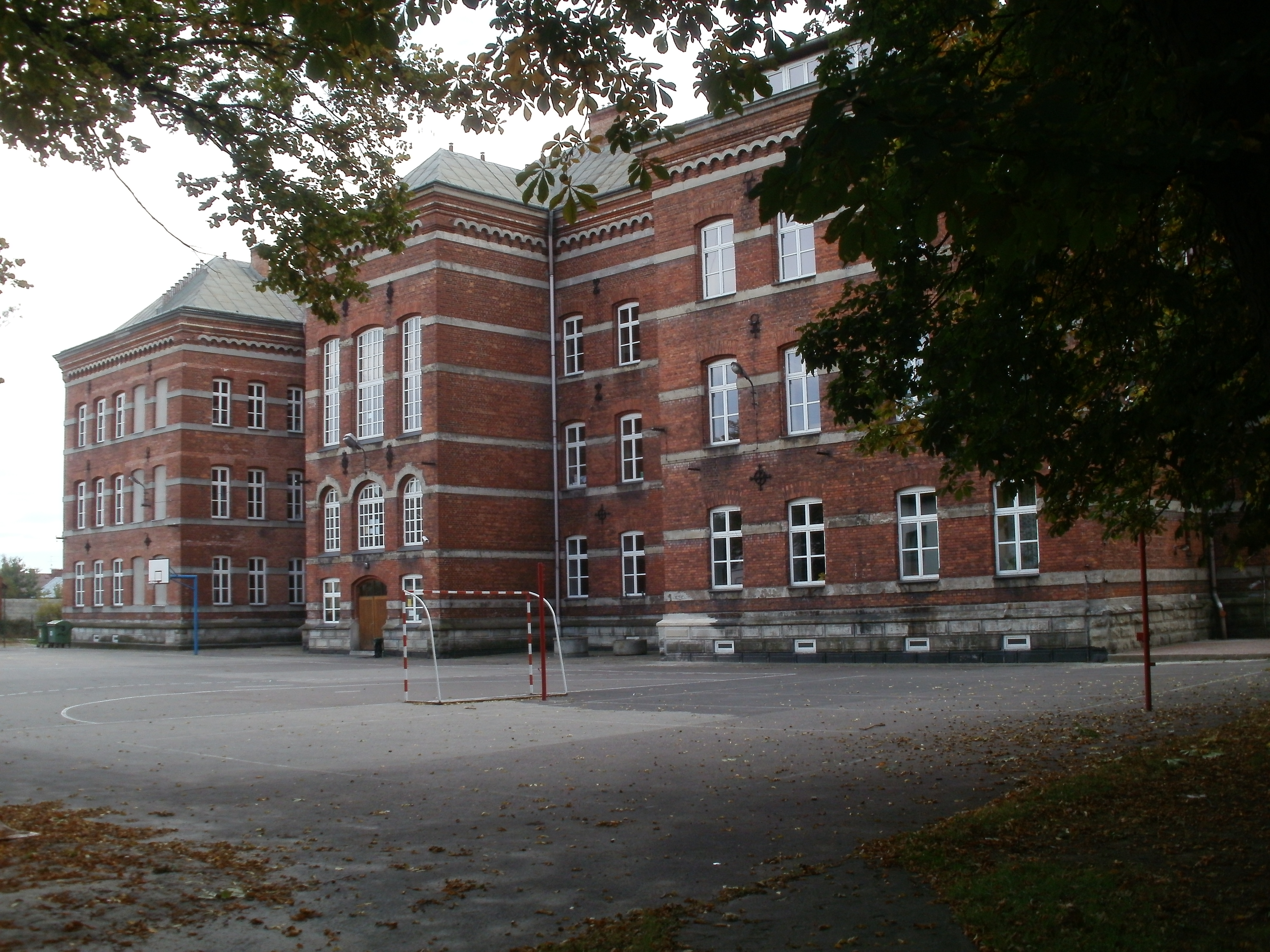
Liceu în Nowy Targ